# Münsterschwarzachi apátság
A münsterschwarzachi apátság Würzburgtól 23 kilométerre keletre fekszik, és a német bencések legfontosabb kolostorai közé tartozik.
A kolostor konventjéhez 115 bencés tartozik, akik közül 80-an Münsterschwarzachban, 35-en pedig a kolostortól függő priorátusokban vagy a misszióban tevékenykednek. A kolostor a St. Ottilien-i Bencés Kongregáció (missziós bencések) tagja.

## Története
A mai kolostornak két elődjét ismerjük. Az egyik a schwarzachi apácakolostor, mely legkésőbb 877-ben feloszlatásra került, a másik pedig a megingaudshauseni apátság, amely a feloszlatott apácaközösségtől vette át az épületet. 
Bár a következő évszázadokban többször felélénkültek a konfliktusok az apátság fölötti uralkodó személyéről, Münsterschwarzach egészen 1803-as feloszlatásáig a würzburgi püspök fennhatósága alá tartozott. Ez a kapcsolat kifejeződött abban is, hogy a késő középkorban a püspökök időről időre újító, modern gondolkodású apátokat küldöttek Münsterschwarzachba. Az apátság már a "gorzei reformok" (10-11. század) idején a művészetek és a kultúra egyik központjává vált. 

### A missziós bencések kolostora
A bencések 1913-ban tértek vissza az apátságba. A Sankt Ottilien-i missziós bencések 1901-ben, Wipfeld közelében létrehozták a St. Ludwig priorátust. Mivel - gazdasági okok miatt - nagyobb földterületre volt szükségük, hogy el tudják tartani az egyre nagyobb közösséget, ezért Münsterschwarzachot eleinte gazdálkodásra használták, hamar elkészültek azonban a tervek, hogy a münsterschwarzachi apátságot "eredeti" céljára használják.

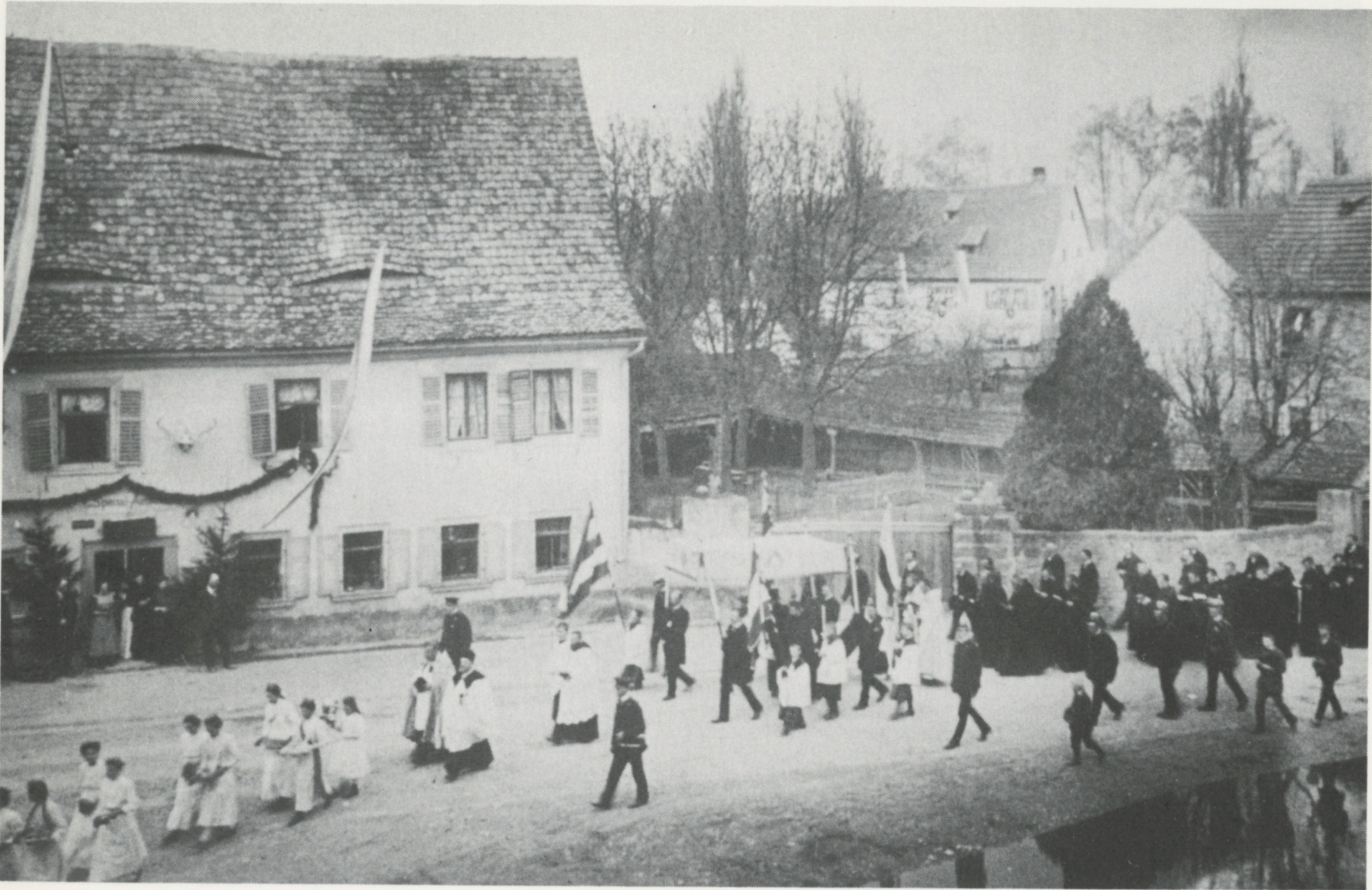
A missziós bencések beköltözése a kolostorba 1914-ben

Már 1914. április elsején ismét apátsággá lett, holott a szerzetesközösség maga csak az év őszén költözött az épületbe. A kolostor újraindulásának korai szakaszára komoly növekedés volt jellemző. A münsterschwarzachi apátság főként a misszióba induló testvérek képzésére, felkészítésére szolgált. A kolostor templomát 1938-ban szentelték fel. A nemzetiszocialisták alatt nehéz időszak köszöntött az apátságra, a hatalom mindent megpróbált az közösség életének ellehetetlenítésére. 1941-ben az apátság épületének legnagyobb részét katonai kórházzá alakították át. 
1945. április 10-én vonultak be az amerikai csapatok az épületbe, pár nappal később pedig az akkori apát, Burkard Utz vezetésével visszatért a közösség is. A háború után a kolostor szerzeteseinek száma erősen megugrott, a második vatikáni zsinatot követően a münsterschwarzachi bencések átvették ennek reformjait, élen jártak a tanult kórusszerzetesek és a kétkezi munkával foglalkozó testvérek közötti egyenlőtlenségek feloldásában. 
Az apátság napjainkban a bencés rend egyik legjelentősebb kolostora Németországban.

## Fordítás
Ez a szócikk részben vagy egészben  az   Abtei Münsterschwarzach című német Wikipédia-szócikk ezen változatának fordításán alapul.  Az eredeti cikk szerkesztőit annak laptörténete sorolja fel. Ez a jelzés csupán a megfogalmazás eredetét és a szerzői jogokat jelzi, nem szolgál a cikkben szereplő információk forrásmegjelöléseként.